# Los mares del Sur
Los mares del Sur es una novela de Manuel Vázquez Montalbán publicada en 1979. Se supone que es la novela más famosa del detective Pepe Carvalho. Fue incluida en la lista de las 100 mejores novelas en español del siglo XX del periódico español «El Mundo». En 1979 la novela fue galardonada con el Premio Planeta, y en 1981 con el Gran premio de la literatura policíaca francés.
Trata sobre un hombre llamado Carlos Stuart Pedrell, un influyente hombre de negocios al que se suponía de viaje por los mares del Sur desde hacía ya un año entero, pero que aparece asesinado a navajazos en un solar abandonado de un barrio periférico. Su amigo y abogado, el señor Viladecans, contrata a Pepe Carvalho para averiguar qué hizo la víctima durante el año entero que nunca llegó a pasar en la Polinesia. Pero el asesino es lo de menos: se trata de saber en qué negocios anduvo metido. Carvalho, a medida que va avanzando en el caso, descubre una personalidad fascinada por Gauguin, obsesionada por seguir sus pasos e inmersa en un formidable enredo repleto de contradicciones.